# Piper skutchii
Piper skutchii är en pepparväxtart som beskrevs av Trel. & Yunck.. Piper skutchii ingår i släktet Piper och familjen pepparväxter. Inga underarter finns listade i Catalogue of Life.